# Vogelopvangcentrum
Een vogelopvangcentrum is een organisatie die zieke, gewonde en jonge vogels een tijdelijk  verblijf en verzorging biedt, zodat zij na herstel weer in het wild kunnen leven. Het wordt ook wel vogelasiel genoemd. Vaak wordt de opvang van vogels gecombineerd met de opvang van andere dieren. Ecomare op Texel combineert bijvoorbeeld de opvang van vogels met de opvang van zeehonden. 
Een iets andere functie wordt onder andere door de vogelopvang van vogelpark Avifauna en de Stichting Nederlandse Opvang Papegaaien vervuld, waar ook door de overheid in beslag genomen (beschermde en/of exotische) vogels een tijdelijk onderdak vinden, totdat een geschikte bestemming is gevonden.
Een vogelopvang is voor een belangrijk deel afhankelijk van het werk van vrijwilligers en donaties van particulieren en bedrijven. De organisaties hebben vaak ook een belangrijke educatieve doelstelling.

## België
In Vlaanderen zijn er negen door Vogelbescherming Vlaanderen erkende opvangcentra. Daarnaast is er één in Brussel en vijf in Wallonië
- VOC Oostende
- VOC Merelbeke
- VOC Kieldrecht
- VOC Geraardsbergen
- VOC Malderen
- VOC Herenthout
- VOC Brasschaat-Kapellen
- VOC Heusden-Zolder
- VOC Opglabbeek
- VOC/CROH Anderlecht
- CROH Masnuy-St-Jean
- CROH Theux
- CROH Héron
- CROH Neufchâteau
- CROH Arlon

## Nederland
- VOC Zundert